# 鐘昀呈
鐘昀呈（1971年12月16日—），藝名小鐘，臺灣歌手及綜藝節目主持人，前男子團體「咻比嘟嘩」成員。團體解散後逐漸轉型為諧星通告藝人和主持人。

## 演藝生涯
小鐘出生於桃園縣楊梅鎮（今桃園市楊梅區），畢業於健行工業專科學校五專部電子工程科丙班，其表弟為台灣演員曾少宗。他在未出道之前，1995年與其弟弟（南拳媽媽的巨砲）參與第13屆木船民謠歌唱大賽並贏得冠軍；他在參加主持人吳宗憲的節目《超級新人王》時，於創作組被吳宗憲發掘，往後成為吳旗下「憲憲家族」重要成員。之後，他與吳宗憲、小馬、劉畊宏組成歌唱團體「咻比嘟嘩」，並包辦團體專輯中大部份歌曲創作，直到第4張專輯發行後，團體宣告解散。在經歷一段低潮之後，小鐘以諧星之路重新出發，在各綜藝節目上大講冷笑話，被冠以「冷笑話王子」之稱。
2006年，與羅志祥和小鬼於《娛樂百分百》組成團體「單飛比較紅」，並上遍各大綜藝節目，每天打開電視都可以看到小鐘的身影。節目演出有所表現的小鐘，也因此有「通告A咖」之稱，成為B咖中的A咖。2009年開始，小鐘以自居，在節目上經常表演魔術，亦自稱，主要在節目鑽石夜總會中表演舞蹈。至2013年12月4日，他發行首張個人專輯，其中早在2009年已經製作的正式成為主打單曲之一。
曾與藝人季芹、茵芙和王怡仁交往。

## 音樂作品

### 個人專輯
| 專輯 # | 專輯名稱 | 發行公司                  | 發行日期      | 曲目 |
| ------ | -------- | ------------------------- | ------------- | --- |
| 1st    | MAGIC    | 傑克傳播 禾廣娛樂代理發行 | 2013年12月4日 | 曲目 1. 相信你自己 2. 分開的結果 3. Good night girl 4. 夏日的風 (客) 5. 智慧型 pad 偶 6. Dancing good good 7. 我現在哪都不想去 8. NG人生 9. 天灰灰 (世界末日續曲) |

### 合作單曲
- 2020年 《天堂有多遠？》 （吳宗憲、林柏昇、任賢齊、鐘昀呈、竇智孔、柯有倫、陳漢典、威廉，藝人黃鴻升逝世紀念曲）
- 2020年 《同一個氣息》

### 創作單曲
- 吳宗憲 《2000愛我》
- 康康 《珍妮佛》
- 咻比嘟嘩 《愛給的那麼多》《完全佔有》

## 主持作品

#### 經歷主持
| 日期   | 節目名稱            | 頻道       | 備註                                                                         |
| ------ | ------------------- | ---------- | ---------------------------------------------------------------------------- |
| 1999年 | 校園美女照過來      | 衛視中文台 | 與倪子鈞、劉畊宏合作主持。                                                   |
| 1999年 | Jacky Show          | 東森綜合台 | 與吳宗憲、小馬、劉畊宏合作主持。                                             |
| 2003年 | 客家玩透透          | 客家電視台 | 與戴士堯合作主持。                                                           |
| 2004年 | 流行HIGH客秀        | 客家電視台 | 與芭比合作主持。                                                             |
| 2005年 | 百戰大勝利          | 東森綜合台 | 與吳宗憲、小潘潘、洪曉蕾、吳欽憲、左光平合作主持。                           |
| 2007年 | 台北紅樓夢          | 中天綜合台 | 與王怡仁、林若亞、林立雯合作主持。                                           |
| 2007年 | 棒打老虎雞吃蟲      | 中視       | 與吳宗憲、NONO、馬國畢、唐林合作主持。                                       |
| 2007年 | 齊天大勝            | 台視       | 與吳宗憲、小潘潘、王瞳合作主持。                                             |
| 2007年 | 蓋COOL兵團          | 台視       | 與阿BEN、小鬼合作主持。                                                      |
| 2008年 | 超級大滿貫          | 東森綜合台 | 與藍心湄合作主持。                                                           |
| 2008年 | 明日之星Super Star  | 民視       | 與胡瓜合作主持，胡瓜已離開。                                                 |
| 2008年 | 黃金B段班           | 中天娛樂台 | 與沈玉琳、NONO、小甜甜、李佩甄、宋新妮、韋汝、王彩樺、黃鐙輝、小馬合作主持。 |
| 2008年 | POWER星期天案發現場 | 華視       | 助理主持。                                                                   |
| 2009年 | 大家來唱歌          | 湖北衛視   | 與王惠合作主持。                                                             |
| 2009年 | 誰敢來唱歌          | 江蘇衛視   | 與楊運、王珏、花兒樂隊的大張偉和王文博合作主持。                             |
| 2009年 | 魔力型男M5          | 東森       | 與5個魔術師（M5）合作主持。                                                  |
| 2009年 | 幸福A計畫           | 華視       | 與徐乃麟、趙小僑合作主持。                                                   |
| 2009年 | 黃金B段班           | 中天娛樂台 | 與沈玉琳、NONO、小甜甜、李佩甄、宋新妮合作主持。                             |
| 2010年 | 超級設計師          | 台視       | 與利菁合作主持。                                                             |
| 2010年 | 鑽石夜總會          | 台視       | 與利菁、黃國倫合作主持。                                                     |
| 2010年 | 就是愛把咩          | 年代綜合台 | 與梁赫群合作主持。                                                           |
| 2011年 | 麻辣天后宮          | 衛視中文台 | 代班主持。                                                                   |
| 2012年 | 食在夠麻吉          | 華視       | 與眾多女藝人合作主持。                                                       |
| 2012年 | 11克拉女王          | 八大電視   | 與利菁合作主持。                                                             |
| 2012年 | Power Sunday        | 華視       | 與曾國城合作主持。                                                           |
| 2013年 | 愛玩客              | 三立都會台 | 先後與大牙、鮪魚、五熊、劉宇珊共同主持。                                     |
| 2014年 | 尚客鐘聲響          | 三立都會台 |                                                                              |
| 2014年 | 客家人有名堂        | 客家電視台 | 入圍第50屆金鐘獎綜合節目主持人獎。                                           |
| 2014年 | 校園大人物          | MTV        | 與張立東、鮪魚、大飛、逸祥、邱慧雯合作主持。                                 |
| 2017年 | 即嗑快遞            | 浪Live     | 與小馬合作主持。                                                             |
| 2017年 | 超魔型男 Magic Show | 90Live     | 與陳日昇合作主持。                                                           |
| 2020年 | 極智對決 誰梭了算   | 華視       | 與庹宗康、歐漢聲、謝坤達共同主持。                                           |

## 演出作品

### 電視劇
| 年份   | 劇名         | 角色     |
| ------ | ------------ | -------- |
| 2002年 | 極速青春     |          |
| 2003年 | 狂愛龍捲風   | 年輕湯肯 |
| 2003年 | 老嫩大細     |          |
| 2004年 | 雪天使       | 關志偉   |
| 2005年 | 偵探物語     |          |
| 2006年 | 四大金釵     |          |
| 2008年 | 我的億萬麵包 | 黃春雄   |
| 2009年 | 終極三國     | 張寶     |
| 2011年 | 愛在山海花都 | 畢永奇   |
| 2013年 | PMAM         | 大雄     |

### 電影
| 年份   | 片名     | 角色                 |
| ------ | -------- | -------------------- |
| 2015年 | 十萬夥急 | 治淋精神病院醫護人員 |

### 動畫配音
| 年份   | 片名       | 角色                         |
| ------ | ---------- | ---------------------------- |
| 2008年 | 荷頓奇遇記 | 無名鎮長（Mayor Ned McDodd） |

### 綜藝節目來賓
- 2023年6月3日《來吧！營業中第2季》TVBS歡樂台
- 20250607  嗨！營業中第5季小幫手

### 綜藝實境節目主持
- 2024年2月15-3月1日《花甲少年趣旅行》與丁寧、宋偉恩、盧以恩共同主持 第134~136集 東森綜合台

## 廣告代言
- 中華民國財政部全國稅務反詐騙宣導廣告「三不+165專線，保你不受騙」（2008年，小鐘版）
- 廣東苜藥粉
- iRESTORE"愛麗朵爾"雷射生髮帽 (2021年)

## 獎項紀錄
| 年份   | 頒獎         | 獎項             | 作品             | 結果 |
| ------ | ------------ | ---------------- | ---------------- | ---- |
| 2001年 | 第12屆金曲獎 | 最佳重唱組合獎   | 《Wanna FLY》    | 提名 |
| 2015年 | 第50屆金鐘獎 | 綜合節目主持人獎 | 《客家人有名堂》 | 提名 |

## 外部連結
- 小鐘的新浪博客
- 小鐘鐘昀呈的Facebook專頁
- 小鍾Magic的新浪微博
- 鐘昀呈在豆瓣上的资料（简体中文）
- 鐘昀呈在时光网上的簡介（简体中文）
- 鐘昀呈的Instagram帳戶
- YouTube上的小鐘Magic頻道